# GSC8611-1491
GSC8611-1491 — хімічно пекулярна зоря спектрального класу
Зорі спектрального класу й має видиму зоряну величину в смузі V приблизно 11,6.